# Zhang Wannian
Zhang Wannian (chiń. upr. 张万年; chiń. trad. 張萬年; pinyin Zhāng Wànnián; ur. 1928 w Longkou w prowincji Szantung, zm. 14 stycznia 2015 w Pekinie) – chiński generał.

## Życiorys
W sierpniu 1944 wstąpił w szeregi Armii Ludowo-Wyzwoleńczej, a rok później Komunistycznej Partii Chin. W latach 1958–1961 studiował na Akademii Wojskowej. Po zakończeniu nauki dowódca pułku. W 1979 dowódca korpusu podczas wojny chińsko-wietnamskiej. Od 1982 do 1985 zastępca dowódcy Regionu Wojskowego Wuhan, 1985–1987 zastępca dowódcy Regionu Wojskowego Guangzhou, a w latach 1990–1992 dowódca Regionu Wojskowego Jinan. Także w latach 1990–1992 szef Sztabu Generalnego Armii Ludowo-Wyzwoleńczej.
Od 1992 członek Centralnej Komisji Wojskowej KPCh, a od września 1995 jej wiceprzewodniczący. W 1997 zasiadł w Politbiurze.